# Xilinx
Xilinx, Inc. — американська компанія без власного виробництва, один з найбільших виробників програмованих логічних пристроїв. Заснована у 1984 р. В цьому ж році в компанії було винайдено, а в 1985 р. почато виробництво першої комерційної мікросхеми FPGA. 27 жовтня 2020 року було досягнуто угоду щодо придбання компанії Xilinx компанією AMD.

## Продукція
Компанія займається проектуванням напівпровідникових пристроїв програмованої логіки (FPGA, CPLD, ASIC, розробкою програмних модулів та бібліотек інтелектуальної власності для програмування пристроїв програмованої логіки на мовах опису апаратних засобів (VHDL, Verilog), а також розробкою пакетів програмного забезпечення для програмування пристроїв програмованої логіки (пакет програм ISE Design Suite). Xilinx є підприємством без власних виробничих потужностей. Для виготовлення програмованих логічних пристроїв компанія співпрацює з різними виробниками інтегральних схем, такими як Samsung, TSMC або UMC.
ПЛІС  Xilinx  використовуються в засобах радіолокації, телекомунікацій, обчислювальній техніці.